# Pièga-Peulh
Ne doit pas être confondu avec Pièga-Gourt.
Pièga-Peulh est une commune rurale située dans le département de Matiacoali de la province du Gourma dans la région de l'Est au Burkina Faso.

## Santé et éducation
Le centre de soins le plus proche de Pièga-Peulh est le centre de santé et de promotion sociale (CSPS) de Matiacoali.